# Golden Slumbers
Pistes de Abbey Road
She Came in Through the Bathroom Window Carry That Weight
Golden Slumbers est une chanson du groupe britannique les Beatles. Elle a été écrite par Paul McCartney, mais créditée Lennon/McCartney. Elle apparaît sur l’album Abbey Road sorti en 1969. Elle constitue le sixième titre du fameux medley apparaissant sur la face B du 33 tours original.

## Genèse
Paul McCartney se trouvait dans la maison de son père Jim, à Cheshire, en train de jouer du piano. Sur le piano était placé un recueil de partitions de sa belle-sœur, Ruth (son père s’était remarié). Ses yeux tombèrent sur une pièce intitulée Golden Slumbers, une berceuse traditionnelle composée par Thomas Dekker, un écrivain et dramaturge anglais du XVIe siècle, contemporain de William Shakespeare. Le texte mis en musique était le suivant :
Golden slumbers kiss your eyes,

Smiles awake you when you rise.

Sleep pretty wantons, do not cry,

And I will sing a lullaby;

Rock them, rock them, lullaby.

Care is heavy, therefore sleep you;

You are care, and care must keep you.

Sleep pretty wantons, do not cry,

And I will sing a lullaby;

Rock them, rock them, lullaby.
Ne sachant pas lire la musique, McCartney composa sa propre mélodie, puis modifia les paroles et en ajouta d’autres.

## Enregistrement
Bien que faisant partie du medley, Golden Slumbers n’est pas enchaîné avec la chanson précédente, She Came in Through the Bathroom Window, faisant ainsi penser au début d’un autre medley. Elle fut en réalité enregistrée séparément, dans le but de réaliser un single avec la chanson suivante, Carry That Weight.
Comme pour d’autres titres du medley, enregistrés par petits bouts, Golden Slumbers et Carry That Weight, aussi de McCartney, furent joués enchaînés l’un derrière l’autre lors de la principale session d’enregistrement du 2 juillet 1969. John Lennon n’était pas présent, car il avait été blessé dans un accident de voiture en Écosse le 1er juillet, et ne rejoignit le groupe en studio que le 6.
Des parties vocales supplémentaires furent ajoutées sur l’ensemble Golden Slumbers/Carry That Weight le 30 juillet 1969, le jour même où la première édition du medley dans son entier fut réalisée. Le 15 août, les overdubs orchestraux — la section de cordes — furent ajoutés, comme sur cinq autres chansons de l’album Abbey Road.
Le DVD bonus du coffret The Beatles Anthology contient un chapitre Back at Abbey Road, 1994 où Paul McCartney, George Harrison, Ringo Starr et George Martin se retrouvent devant la table de mixage des studios pour décortiquer deux titres : Tomorrow Never Knows et Golden Slumbers. L’examen de cette dernière chanson en 1994 donne lieu à un échange étonnant :

« - Paul McCartney : Ça c’est ma chanson ! Je l’ai composée à partir d’une vieille berceuse ! J’ai écrit ma propre mélodie !

- George Harrison : Sur quel album était ce morceau ?

- George Martin (instantanément) : Abbey Road !

- Ringo Starr : George Harrison, le grand spécialiste des Beatles... (rires)

- George Harrison : Et qui joue la basse là-dessus ? Ca doit être Paul, il avait tendance à vouloir tout faire...

- George Martin : Non, tu vois, c’est sur deux pistes : la basse a été enregistrée en même temps !

- George Harrison : Ah bon ? Alors c’est peut-être moi. Ou alors c’est John... »

## Structure musicale
Paul McCartney démarre la chanson avec une voix appropriée pour une berceuse, s’accompagnant au piano, en compagnie de la basse jouée par George Harrison et d’une section de cordes. Lorsqu’il arrive à la phrase Golden slumbers fill you eyes, la batterie de Ringo Starr fait son entrée et la voix de Paul s’élève. Il explique : « Je me souviens avoir essayé de produire une partie vocale très forte, car c’était un thème si doux... J’ai donc travaillé pour forcer le chant et j’ai terminé assez satisfait du résultat.

## Reprises
Parmi les artistes ayant repris Golden Slumbers, citons  notamment :
- George Benson sur l'album The Other Side of Abbey Road (1970), couplée avec You Never Give Me Your Money ;
- Booker T. & the M.G.'s dans un medley avec Carry That Weight', The End, Here Comes the Sun et Come Together sur McLemore Avenue (1970) ;
- Peter Frampton et les Bee Gees dans le film Sgt. Pepper's Lonely Hearts Club Band (1978) avec Carry That Weight ;
- Jackson Browne et Jennifer Warnes sur l'album de charité de Walt Disney For Our Children: To Benefit the Pediatrics AIDS Foundation (1991) ;
- James Galway sur Wind of Change (1994) ;
- Dread Zeppelin dans une version reggae (1996) ;
- Phil Collins sur In My Life (1998) album de George Martin ;
- Tony Sheridan en concert ;
- Ben Folds dans le film Sam, je suis Sam (2002) ;
- k. d. lang  avec The End dans le film Happy Feet (2006) ;
- Judy Collins sur Judy Collins Sings Lennon & McCartney  (2007).
- Steven Tyler (Aerosmith) lors de la remise du Kennedy Center Honors à Paul McCartney (2010)
- Mumford & Sons à The Radcliffe and Maconie Show à la radio BBC ;
- Elbow à l'occasion du John Lewis Christmas advert (2017)

The Posies en 1990 ont intitulé une de leurs chansons Golden Blunders ; celle-ci a été reprise à son tour par Ringo Starr en 1992.
- Bee Gees (avec "Carry that weight") sur l'album "All This and World War II" en 1977.

## Interprètes
- Paul McCartney – chant, piano
- George Harrison – basse
- Ringo Starr – batterie
- George Martin – orchestration